# Campionatul Mondial de Fotbal 1962
Campionatul Mondial de Fotbal din 1962 (30 mai - 17 iunie), a șaptea rundă a Campionatul Mondial de Fotbal, a fost găzduită de către Chile. Decizia țării gazde a fost luată de către FIFA în iunie 1956, competiția revenind astfel în America de Sud după 12 ani. Trofeul a fost câștigat de către Brazilia, după ce aceasta a învins Cehoslovacia în finală cu scorul de 3-1.